# Basilique Notre-Dame d'Alençon
Pour les articles homonymes, voir Basilique Notre-Dame.
La basilique Notre-Dame d'Alençon est une basilique mineure catholique de style gothique située dans le centre-ville d'Alençon, dans la zone piétonne. Sa construction a été commencée par Charles III d'Alençon durant la guerre de Cent Ans en 1356 pour se terminer au XIXe siècle. C'est une basilique mineure depuis le 10 août 2009.

## Famille Martin
Louis et Zélie Martin, parents de sainte Thérèse de Lisieux, se marient le 13 juillet 1858 à l'église Notre-Dame d'Alençon.
Leur fille Marie-Françoise Thérèse (future sainte Thérèse de Lisieux) y a reçu le sacrement du baptême le 4 janvier 1873, deux jours après sa naissance. La robe de cette cérémonie est exposée dans l'église. On peut aussi apercevoir un vitrail contemporain représentant la cérémonie. Les funérailles de Zélie Martin y sont célébrées en 1877.
Après la béatification du couple Martin le 19 octobre 2008 à Lisieux, des pèlerinages se rendent de plus en plus nombreux en cette église. C'est ainsi que l'église Notre-Dame d'Alençon a été officiellement érigée en basilique mineure par le pape Benoît XVI, le 10 août 2009. Quant à Louis et Zélie Martin, ils ont été canonisés le 18 octobre 2015 par le pape François.

## Marcel Denis
Le bienheureux martyr Marcel Denis M.E.P. (1919–1961), né à Alençon, s'y rendait souvent avec sa famille. Il célébra une dernière messe à Alençon en mars 1946 avant de quitter la France pour le Laos à la chapelle du baptistère afin de marquer sa dévotion à sainte Thérèse de l'Enfant-Jésus, patronne des missions.

## Architecture

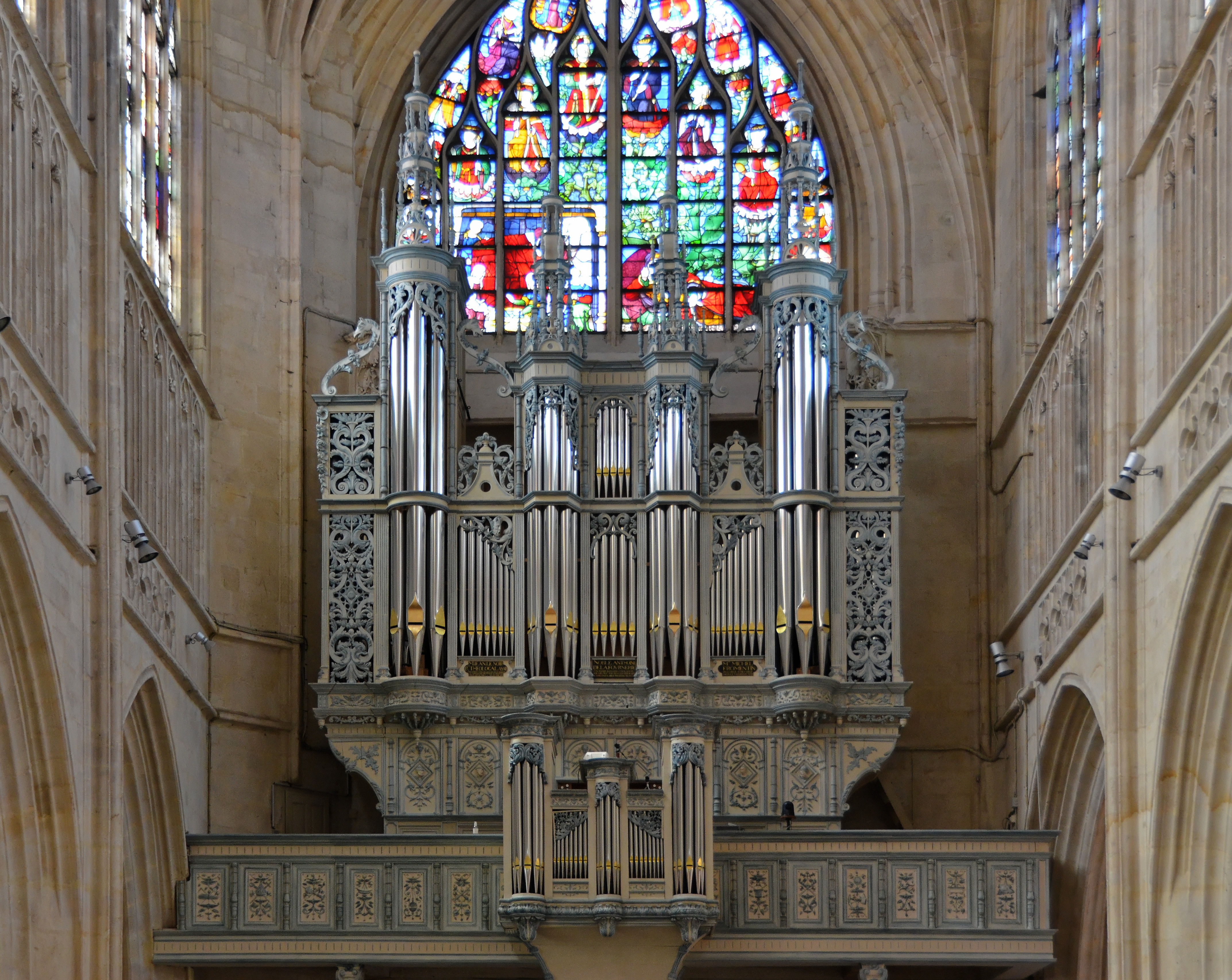
Grandes orgues de la basilique Notre-Dame d'Alençon.

Cet édifice gothique possède une nef à cinq travées du XVe siècle de style gothique flamboyant, début XVIe siècle. À la suite d'un incendie, le chœur, les transepts et le clocher ont été reconstruits entre 1745 et 1762. La lanterne (vers 1750) est l'œuvre de l'architecte-ingénieur Jean-Rodolphe Perronet. Son triple portail est dû à Jean Lemoine.
De nouvelles Grandes orgues par Jean Daldosso ont trouvé place en 2016 dans le buffet de 1537.